# Cavallermaggiore
Cavallermaggiore là một đô thị tại tỉnh Cuneo trong vùng Piedmont của Italia, vị trí cách khoảng 40 km về phía nam của Torino và khoảng 40 km về phía đông bắc của Cuneo. Tại thời điểm ngày 31 tháng 12 năm 2004, đô thị này có dân số 5.160 người và diện tích là 51,6 km².
Cavallermaggiore giáp các đô thị: Bra, Cavallerleone, Cherasco, Marene, Monasterolo di Savigliano, Racconigi, Ruffia, Sanfrè, Savigliano và Sommariva del Bosco.